# Hultagölen (Lemnhults socken, Småland)
Hultagölen är en sjö i Vetlanda kommun i Småland och ingår i Emåns huvudavrinningsområde. Hultagölen ligger i Stolpaberg Natura 2000-område.